# Швельбрун
Швельбрун (нем. Schwellbrunn) — коммуна в Швейцарии, в кантоне Аппенцелль-Ауссерроден. 
Население составляет 1426 человек (на 31 декабря 2006 года). Официальный код  —  3004.